# Râul Budișteanca
Râul Budișteanca este unul afluent al râului Argeș. 

## Hărți
- Harta Județul Argeș